# Margot Hielscher

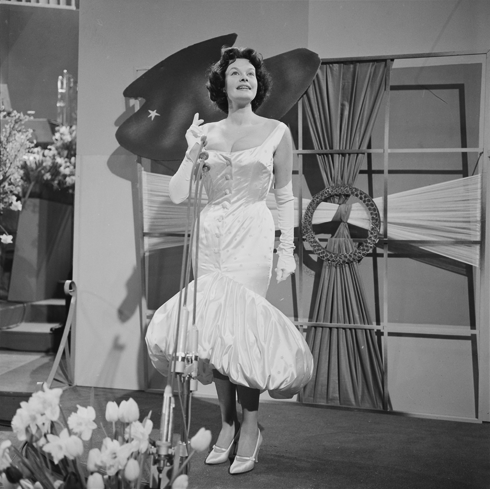
Margot Hielscher vid Eurovision Song Contest 1958.

Margot Hielscher, född 29 september 1919 i Berlin, död 20 augusti 2017 i München, var en tysk sångerska och skådespelerska.
Hielscher deltog 1957 i Eurovision Song Contest för sitt hemland Västtyskland. Låten hette Telefon, Telefon och slutade på fjärde plats med totalt åtta poäng. Hon deltog också 1958 med låten Für zwei Groschen Musik som kom på sjunde plats.